# Harpella forficella
Harpella forficella (Scopoli 1763) је врста ноћног лептира (мољца) из породице Oecophoridae.

## Распрострањење
H. forficella је присутна широм Европе и на Блиском Истоку. У Србији се среће спорадично, у Војводини се најређе бележи али јавља се од низијских предела до преко 1000 метара надморске висине.

## Опис
Лептир је светло до тамно браон боје са јасним жутим шарама које се пружају у виду појаса од средине крила до главе. Гусеница је светло сиве боје са сивим мрљама, глава и вратни део су браон боје. Распон крила је 20-28 mm, па овај лептир спада у ситније врсте.

## Биологија
H. forficella се најчешће налази по рубовима листопадних шума преко дана и ретко долази на светло. Лептир је активан од јуна до септембра. Женке полажу јаја у касно лете до јесени на стабла дрвећа. Гусенице се хране мртвим дрветом и мицелијумом гљива, треба им отприлике две године да се потпуно развију. Зиму проводе у хибернацији а на пролеће се улуткавају.